# Loxosomella nordgaardi
Loxosomella nordgaardi är en bägardjursart som beskrevs av Ryland 1961. Loxosomella nordgaardi ingår i släktet Loxosomella och familjen Loxosomatidae. Arten är reproducerande i Sverige. Inga underarter finns listade i Catalogue of Life.